# ایشتوان بالوگ
ایشتوان بالوگ (مجاری: Balogh István; ۲۱ سپتامبر ۱۹۱۲ – ۲۷ اکتبر ۱۹۹۲) بازیکن فوتبال اهل مجارستان بود.
وی همچنین در تیم ملی فوتبال مجارستان بازی کرده‌است.